# Американський трионікс колючий
Америка́нський трио́нікс колю́чий (Apalone spinifera) — вид черепах з роду американський трионікс родини трикігтеві черепахи. Має 7 підвидів.

## Опис
Загальна довжина досягає 40—48 см. Спостерігається статевий диморфізм: самиці значно більші за самців. Голова широка, велика. Шия помірно довга. Панцир округлояйцеподібний, особливо в його передній частині, усіяний дрібними шипуватими гострими горбиками. Загальна кількість таких горбиків 8—10. Звідки й походить назва цієї черепахи.
Забарвлення карапаксу та шкіри коричневе або оливкове з маленькими темними цятками. З боків голови через око проходять темні смуги зі світлою облямівкою.

## Спосіб життя
Значну частину життя проводить у воді. Полюбляє глибокі річки, швидкі струмки, озера, стариці. Раніше вважалося, що своїм хижацтвом цей трионикс завдає шкоди рибним запасам в річках, але вивчення його раціону зняло це звинувачення. Виявилося, що головним харчем є водні ракоподібні та комахи.
Самиця відкладає від 9 до 38 яєць. Інкубаційний період триває до 12 тижнів.
Його м'ясо вважається делікатесом. Тому черепах добувають і продають на ринках, причому попит на них завжди перевищує пропозицію.
Тривалість життя до 50 років.

## Розповсюдження
Мешкає у США; провінціях Канади: Онтаріо, Квебек; Мексиці: Тамауліпас, Нуево-Леон, Коауїла, Чіуауа, Баха-Каліфорнія, Морелос.

## Підвиди
- Apalone spinifera spinifera
- Apalone spinifera aspera
- Apalone spinifera atra
- Apalone spinifera emoryi
- Apalone spinifera guadalupensis
- Apalone spinifera pallida
- Apalone spinifera hartwegi